# 4551 Cochran
4551 Cochran (1979 MC) là một tiểu hành tinh vành đai chính được phát hiện ngày 28 tháng 6 năm 1979 bởi Ted Bowell ở Flagstaff.